# 久保貞
久保 貞（くぼ ただし、1922年7月18日 - 1990年6月9日）は日本の造園家、作庭家、ランドスケープアーキテクト。大阪府立大学教授として、多くの造園家、デザイナーを育成し、また海外で数々の日本庭園を作庭した。

## 人物概要
1922年、北海道札幌市に生まれる。北海道大学農学部に進学、宮部金吾に師事。1951年、北海道大学大学院修士課程修了。北海道大学をへて大阪府立大学へ移籍、緑地計画学を担当する。1960年には、北海道大学より農林学の博士号を授与。1961年、大阪府立大学教授就任。1986年第9回日本公園緑地協会北村賞受賞（日本公園緑地協会創立50周年記念表彰）

## 作品
- サンディエゴ・シーワールドムラタパール庭園
- カナダ・レスブリッジ市内日加友好日本庭園(Nikka Yuko Japanese Garden)
- エドモントン市アルバータ大学日本庭園

## その他
ガレット・エクボとの交流が深く、エクボの著書の大部分を日本語に翻訳している。
弟子には指示したことは3日以内に報告すること、しかも一案ではダメで三案以上のオルタナティブを出すこと、他人の真似を厳しく禁めたという。門下には中瀬勲、杉本正美、上杉武夫、安部大就、藤田好茂ら多数。